# ساكوكو

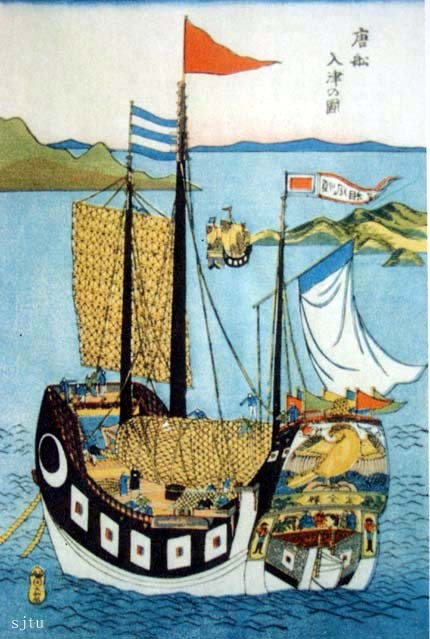
خردة صينية في اليابان في بداية فترة الساكوكو (نقش ياباني 1644-1648)

الساكوكو (باليابانية: 鎖国، حرفياً: «البلاد المقيدة» أو «المسلسلة» أو «إغلاق البلاد») كانت سياسة العلاقات الخارجية للنظام شوغونية توكوغاوا، حيث أن عقوبة الموت ستطبق على أي شخص يدخل أو يخرج من البلاد سواء كان أجنبياً أم يابانياً. وقد دخل هذا القانون حيز التنفيذ منذ عام 1639، عندما تم طرد جميع الأجانب الأوروبيون من اليابان، وخصوصاً التجار والمبشرين الكاثوليك الذين أتوا من إسبانيا والبرتغال والذين كانوا قد أتوا إلى جزر اليابان بأعداد كبيرة في النصف الثاني من القرن السادس عشر.